# Discípulo amado

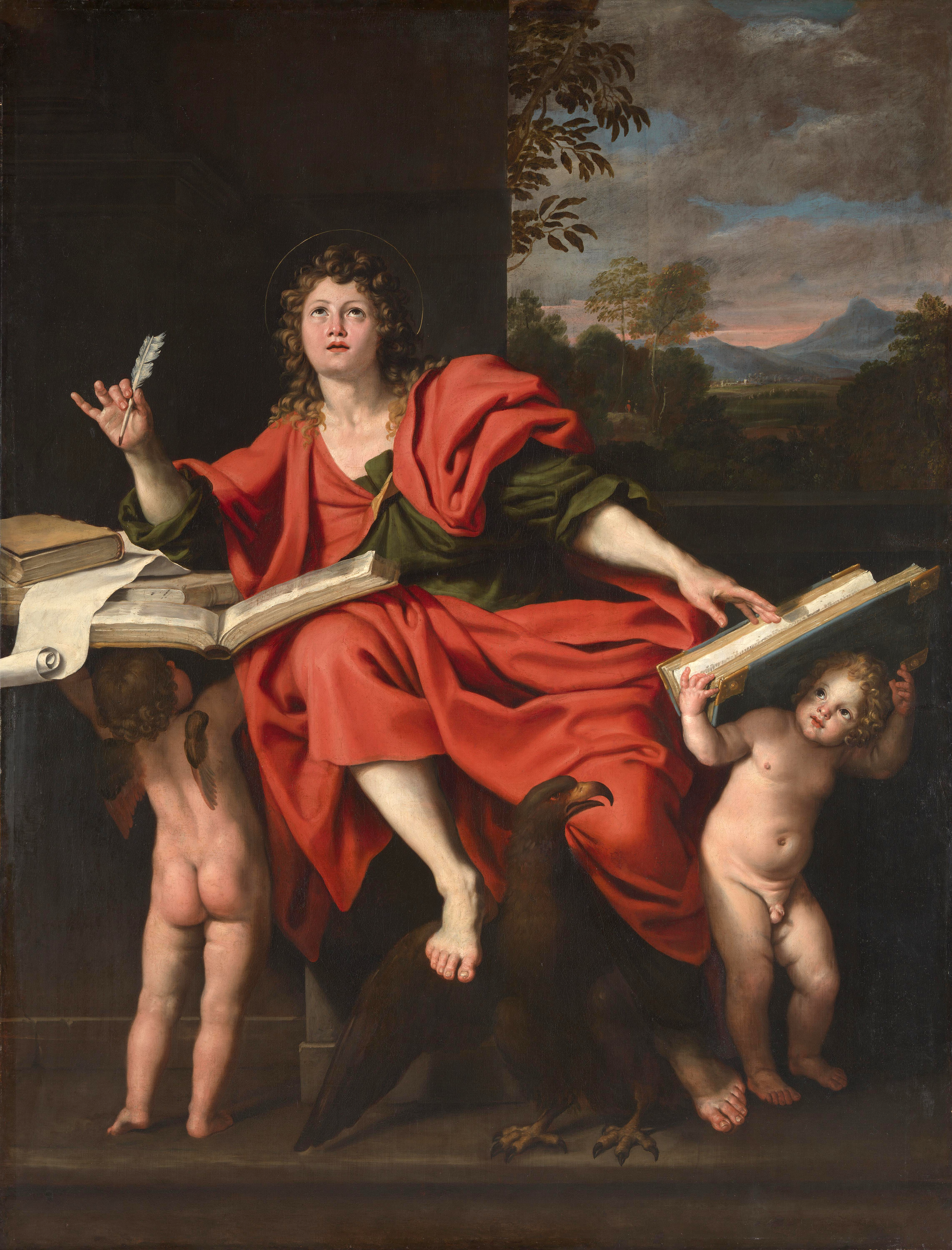
Discípulo João, por Zampieri

A expressão  o discípulo a quem Jesus amou  ou  Discípulo amado é usada diversas vezes no Evangelho segundo João, mas em nenhuns dos outros evangelhos sobre Jesus. No Evangelho segundo João, é o Discípulo Amado que pergunta a Jesus durante a Última Ceia quem é aquele que o trairá. Mais tarde na crucificação, Jesus diz a sua mãe "mulher, aqui está seu filho" e indica o Discípulo amado na interpretação mais comum. Ao Discípulo Amado diz, "está aqui sua mãe". Quando Maria Madalena descobre o túmulo vazio, vai dizer ao Discípulo Amado e Simão Pedro. O Discípulo Amado é o primeiro a alcançar o túmulo vazio, mas Simão Pedro é o primeiro a entrar.
Na arte, o Discípulo Amado é retratado por um jovem imberbe — a figura do estudante — mas é confundido frequentemente por uma mulher. É mostrado geralmente em cenas principais do Evangelho segundo João, especialmente o crucificação e na Última Ceia. Muitos artistas deram as interpretações diferentes de João 13:23-25, em que o discípulo amado está descansando sua cabeça no peito de Jesus.

## Identidade do Discípulo Amado
Desde que o Discípulo Amado não aparece em nenhuma outra parte dos evangelhos do Novo Testamento, viu-se tradicionalmente como uma auto-referência a João, o Evangelista, e esta permanece como sua identificação principal. Uma opção é a identificação do Evangelista com João, o Apóstolo; isto é, se o apóstolo é o mesmo homem que o evangelista. (ver:  autoria dos trabalhos de João para mais informações sobre esta questão, não resolvida. ) No apêndice ao evangelho de (João 21:24), há um testemunho explícito que o Discípulo Amado testemunhará aos prestadores de contas ditos no evangelho segundo João: “Este é o discípulo que dá testemunho destas coisas e as escreveu; e sabemos que o seu testemunho é verdadeiro.” Hugh J. Schonfield imagina o Discípulo a ser um sacerdote altamente colocado no Templo e indisponível para seguir Jesus em seu ministério no norte. Schonfield usa esta teoria para esclarecer a ausência do Discípulo Amado no norte e na prestação de contas do ministério de Jesus no Templo durante a semana anterior a Crucificação.

Martin L. Smith, SSJE escreve que o autor do evangelho segundo João pode deliberadamente ter obscurecido a identidade do Discípulo Amado a fim de que os leitores do evangelho possam melhor identificar o relacionamento dos discípulos com Jesus:
 Talvez os discípulos nunca fossem nomeados, nunca individualizados, de modo que nós mais facilmente aceitemos que ele sofre em testemunhar uma intimidade que tenha significado para cada um de nós. A proximidade que apreciou é um sinal da proximidade que é meu e seu porque nós estamos em Cristo e Cristo está em cada um de nós.
 Porque o evangelho segundo João dá à figura específica do Discípulo Amado um título tão anónimo, o título é dado às vezes por leitores modernos a outros discípulos para enfatizar seu favor com Jesus.
Alguns escritores sugerem que o Discípulo Amado do Evangelho segundo João era originalmente Maria Madalena, reivindicando que a existência separada de Maria em algumas cenas comuns com o Discípulo Amado, tal como em João 20:1, era umas modificações mais atrasadas, feitas afobadamente para autorizar o evangelho no segundo século anterior. No "Evangelho de Maria", parte dos apócrifos do Novo Testamento, uma determinada Maria que é identificada geralmente como Maria Madalena, é referida constantemente por ser aquela que amou Jesus mais do que os outros. No Evangelho de Filipe, também apócrifo, o mesmo é especificamente dito sobre Maria Madalena.
A ideia de um discípulo amado ou especial evoca às vezes na análise de outros textos dos apócrifos do Novo Testamento. No "Evangelho de Tomé, São Tomé é o discípulo que fez o exame de lado de Jesus. No Evangelho de Judas, Judas Iscariotes é favorecido com uma informação secreta sobre a iluminação e é segregado pelos outros apóstolos. Uma outra interpretação mais recente extraída do Evangelho Secreto de Marcos, do qual restam apenas fragmentos. Nesta interpretação, em duas cenas do evangelho secreto e em uma do evangelho de Marcos (Marcos 14:51–52) estaria o mesmo homem ou jovem, de nome desconhecido, mas que parecem ter uma ligação próxima a Jesus. Como o evangelho secreto detalha uma ressurreição dos mortos muito similar à ressurreição de Lázaro por Jesus em João 11:38–44, o jovem é identificados como sendo Lázaro e declarado como sendo o Discípulo Amado.